# NGC 693
NGC 693 (другие обозначения — UGC 1304, MCG 1-5-35, ZWG 412.33, IRAS01479+0553, PGC 6778) — линзовидная галактика в созвездии Рыбы. Открыта Уильямом Гершелем в 1790 году. Описание Дрейера: «довольно тусклый, маленький объект, вытянутый в направлении 90°, немного более яркий в середине, к северо-востоку видна звезда 10-й величины».
Этот объект входит в число перечисленных в оригинальной редакции «Нового общего каталога».
Галактика NGC 693 входит в состав группы галактик NGC 676. Помимо NGC 693 в группу также входят NGC 676 и NGC 718*.